# Georg von Neumayer
Georg Balthasar von Neumayer (født 21. juni 1826 i Kirchheimbolanden, død 24. maj 1909 i Neustadt an der Weinstrasse) var en tysk geofysiker og meteorolog.
von Neumayer blev dr. phil. i München, men rejste senere flere år som almindelig sømand og besøgte navnlig Australien. I 1854 vendte han tilbage til Europa for at søge hjælp til stiftelsen af et observatorium i det sydlige Australien, hvorfra navnlig de hydrografiske og meteorologiske forhold i det sydlige Stillehav og Antarktis skulle undersøges; det lykkedes ham at samle betydelige midler, og 1857 grundlagde han Flagstaff-Observatoriet i Melbourne, som han bestyrede til 1864, da han vendte tilbage til Tyskland. I 1873 blev han professor i Berlin, og 1875 stiftede han Deutsche Seewarte i Hamborg og virkede som dets direktør til 1903. Ved at forsyne den tyske marine med de for navigationen nødvendige videnskabelige og tekniske hjælpemidler fik han den største betydning for udviklingen af den tyske flådemagt. Af særlig betydning har også de fra Deutsche Seewarte udsendte daglige vejrmeldinger og synoptiske kort været; endvidere har Neumayer spillet en vigtig rolle ved ordningen og udsendelsen af polarekspeditioner navnlig 1882-1883 og 1901 til Sydpolarlandet. Hans hovedværker er Wölkenatlas (1890) og Atlas der Erdmagnetismus (i Berghaus: Physikalischer Atlas 1891). 